# Gerd Bergfleth
Gerd Bergfleth (* 22. April 1936 in Krumstedt, Dithmarschen; † 20. Januar 2023 in Tübingen) war ein deutscher Schriftsteller und Übersetzer.

## Leben
Bergfleth studierte von 1956 bis 1964 Philosophie, Literaturwissenschaft und Gräzistik in Kiel, Heidelberg und Tübingen. Ab 1971 lebte er dort als freier Schriftsteller und Übersetzer. Ab 1975 wirkte er zunächst als Herausgeber, später auch als Übersetzer des theoretischen Werks von Georges Bataille. Eine ab 1977 wiederholt vom Verlag Matthes & Seitz angekündigte Monographie mit dem Titel Antihermeneutik ist nicht erschienen. Bergfleth verfasste zahlreiche Aufsätze, Vorträge und Fragmentsammlungen u. a. zu Karl Marx, Friedrich Nietzsche, Martin Heidegger, Maurice Blanchot, Pierre Klossowski, Emile Cioran und Jean Baudrillard. Er veröffentlichte Essays in den Zeitschriften Konkursbuch und Der Pfahl sowie in Staatsbriefe und Etappe, die dem Spektrum der Neuen Rechten zugeordnet werden. 1994 beteiligte er sich an der Debatte um Botho Strauß’ Essay Anschwellender Bocksgesang in dem Sammelband Die selbstbewußte Nation.

## Bücher

### Als Autor
- Theorie der Verschwendung: Einführung in Georges Batailles Antiökonomie. Matthes & Seitz, München 1985.

### Als Herausgeber
- Zur Kritik der palavernden Aufklärung. Matthes & Seitz, München 1984.
- E.M. Cioran. Ein Gespräch. Geführt von Gerd Bergfleth. Rive Gauche, Tübingen 1985.

## Übersetzungen und kommentierte Ausgaben

### Jean Baudrillard
- Der symbolische Tausch und der Tod. (Übersetzung und Nachwort: „Baudrillard und die Todesrevolte“). Matthes & Seitz, München 1982.

### Georges Bataille
- Das theoretische Werk I: Die Aufhebung der Ökonomie (Der Begriff der Verausgabung – Der verfemte Teil – Kommunismus und Stalinismus). aus dem Französischen von Traugott König und Heinz Abosch; mit einer Studie von Gerd Bergfleth. Rogner & Bernhard, München 1975.
- Die Literatur und das Böse. Emily Brontë – Baudelaire – Michelet – Blake – Sade – Proust – Kafka – Genet. aus dem Französischen von Cornelia Langendorf; mit einem Nachwort von Gert Bergfleth und einem Essay Daniel Leuwers. Matthes & Seitz, München 1987.
- Die Erotik. Matthes & Seitz, München 1994.
- Wiedergutmachung an Nietzsche: das Nietzsche-Memorandum und andere Texte. Matthes & Seitz, München 1999.
- Atheologische Summe / 1: Die innere Erfahrung nebst Methode der Meditation und Postskriptum 1953. Matthes & Seitz, München 1999.
- Atheologische Summe / 2: Die Freundschaft und Das Halleluja. Matthes & Seitz, München 2002.
- Atheologische Summe / 3: Nietzsche und der Wille zur Chance. Matthes & Seitz, Berlin 2005.

## Aufsätze
- Gewalt und Leidenschaft. Antipolitische Fragmente. In: Oskar Panizza: Die kriminelle Psychose. Matthes & Seitz, München 1978, S. 239–297.
- Petite philosophie sans tête. In: Bettina Best (Hrsg.): Ich lebe alleine. Matthes & Seitz, München 1979, S. 36–48.
- Zwölf Thesen zur Souveränität. In: Konkursbuch. 5/1980, S. 215–219.
- Über linke Ironie. In: Konkursbuch. 5/1980, S. 223–236.
- Zehn Thesen zur Vernunftkritik; Der geschundene Marsyas; Über linke Ironie; Die zynische Aufklärung. In: Gerd Bergfleth (Hrsg.): Zur Kritik der palavernden Aufklärung. Matthes & Seitz, München 1984.
- Die Souveränität des Bösen. Zu Batailles Umwertung der Moral. In: Georges Bataille: Die Literatur und das Böse. Matthes & Seitz, München 1987, S. 189–236.
- Das Urlicht der Natur. In: Heimo Schwilk (Hrsg.): Das Echo der Bilder. Ernst Jünger zu Ehren. Stuttgart: Klett-Cotta, 1990, S. 11–42.
- Finis Mundi. In: Der Pfahl. V/1991 Matthes & Seitz, München, S. 20–36.
- Die statische Welt und die Technik. Überlegungen zur 'Beginnlosigkeit' von Botho Strauß. In: Der Pfahl. VI/1992, S. 250–271.
- Der Aufstand der Natur. In: Der Pfahl. VIII/1994, Matthes & Seitz, München, S. 69–96.
- Erde und Heimat. In: Heimo Schwilk, Ulrich Schacht: Die selbstbewußte Nation. „Anschwellender Bocksgesang“ und andere Beiträge zu einer deutschen Debatte. Frankfurt / Berlin 1994, S. 101–123.
- Der Augenblick der Ewigkeit. In: Axel Matthes (Hrsg.): Das Heilige im Alltag, oder: Vom Swing der Dinge. Diederichs, München 2012, S. 65–92.

## Audio
- Beitrag bei Radio Dreyeckland zu Bergfleths Teilnahme an den 1. Freiburger Kulturgesprächen vom 29. Januar 1991
- Ich revoltiere, also sind wir. Ein Hörstück zum österreichischen Nationalfeiertag nach Gerd Bergfleths Essay „Theorie der Revolte“. Gestaltung: Alexander Tschernek und Kerstin Schütze, Ö1, 26. Oktober 2017